# Austrochorema intorquatum
Austrochorema intorquatum är en nattsländeart som beskrevs av Schmid 1989. Austrochorema intorquatum ingår i släktet Austrochorema och familjen Hydrobiosidae. Inga underarter finns listade i Catalogue of Life.